# Gouvieux

Gouvieux este o comună în departamentul Oise, Franța. În 1 ianuarie 2022 avea o populație de 8.934 de locuitori.